# 会庆寺 (曼谷)
曼谷会庆寺（羅馬化：Wat Mongkol Samakhom）是一座建于18世纪末至19世纪初，位于泰国曼谷唐人街普兰南路48号的的越南式寺庙。